# Garnotia ledermannii
Garnotia ledermannii är en gräsart som beskrevs av Pilg.. Garnotia ledermannii ingår i släktet Garnotia och familjen gräs. Inga underarter finns listade i Catalogue of Life.